# Nujol
Nujol – wysokowrzący olej parafinowy, używany głównie do przygotowania próbek ciał stałych zarówno w spektroskopii IR, jak i w spektroskopii Ramana. Jest to ciężki olej parafinowy, bardzo bierny chemicznie (nie reaguje z większością związków). Zaletą metody z użyciem nujolu jest niska cena i prostota wykonania. Próbkę ciała stałego uciera się wraz z kilkoma kroplami nujolu w agatowym moździerzu do otrzymania jednorodnej zawiesiny, którą umieszcza się jako cienką warstwę (film) pomiędzy dwoma płytkami np. z NaCl lub KBr. Wadą pomiarów IR w nujolu jest pojawienie się na widmie pasm absorpcji pochodzących od samego nujolu: 
- 2950-2800  cm-1 – drgania rozciągające C-H grup CH2 i CH3, bardzo intensywne
- 1465-1450 cm-1 – drgania deformacyjne C-H grup CH2 i CH3, intensywne
- 1380-1370 cm-1 – drgania rozciągające C-C, intensywne

Aby uniknąć powyższego problemu, najczęściej wykonuje się pomiary zawiesiny w dwóch różnych olejach np. oprócz nujolu stosuje się fluorolub (Fluorolube, chlorotrifluoroetylen spolimeryzowany do postaci oleju), który nie zawiera wiązań C-H, zatem nie wykazuje absorpcji w zakresie 2950–2800  cm-1. Fluorolub z kolei absorbuje promieniowanie podczerwone przy niższych wartościach liczby falowej. Współczesne aparaty do pomiarów w podczerwieni są sprzężone z komputerem, co pozwala na połączenie lewej części widma wykonanego w nujolu i prawej we fluorolubie otrzymując pełne widmo badanego związku, którego absorpcja nie jest zakłócona przez absorpcję dyspergującego oleju.
Jako wadę można uznać również dużą ilość substancji badanej niezbędnej do wykonania pomiaru, tj. ok. 20–50 mg związku, podczas gdy np. do wykonania widma z użyciem pastylki KBr (mieszanina substancji badanej i KBr sprasowana w formie pastylki) wymagane jest ok. 1-2 mg związku. Zaletą tak dużej ilości substancji jest natomiast lepsza jakość widma i zdecydowanie bardziej subtelna struktura pasm absorpcji.
Nujol jest także wykorzystywany jako matryca w procesach fotolitycznych kompleksów metali przejściowych.